# Puszcza Jodłowa
Puszcza Jodłowa – unikatowy w skali światowej zespół leśny jedliny polskiej, tj. bór jodłowo-bukowy porastający grzbiet łysogórski w Górach Świętokrzyskich. Obszar puszczy znajduje się na terenie Świętokrzyskiego Parku Narodowego.
Określenie „puszcza jodłowa” wprowadził do literatury opiewający przyrodę Gór Świętokrzyskich Stefan Żeromski.
W literaturze, bogaty opis Puszczy Jodłowej jest zawarty w książce dla młodzieży, Czarne Stopy (1960).